# Delta Scuti
Delta Scuti (δ Sct) – gwiazda w gwiazdozbiorze Tarczy. Oddalona jest o około 202 lata świetlne od Słońca.
Delta Scuti to biało-żółty olbrzym typu widmowego F o jasności obserwowanej równej +4,72m. Jest prototypem gwiazd zmiennych typu Delta Scuti. Sama δ Sct zmienia swoją jasność między 4,60 a 4,79m z okresem 4 godzin 39 minut.
Posiada dwóch towarzyszy – Delta Scuti B o typie widmowym K8 i jasności 12,2m, oddaloną o 15,2 sekundy łuku i Delta Scuti C o typie widmowym G7 i jasności 9,2m, oddaloną o 53 sekundy łuku. Krążą one w odległości, odpowiednio, co najmniej 870 i 3000 au od głównej gwiazdy tego układu.